# 안드레 지아스
안드레 곤사우베스 지아스(포르투갈어: André Gonçalves Dias, 1985년 5월 29일 ~ )는 안드레 디아스로 불리는 브라질의 전 축구 선수로서, 현역 시절 포지션은 센터백이었다.

## 수상
상파울루
- 브라질 리그: 2006, 2007, 2008

라치오
- 코파 이탈리아: 2012–13

개인 수상
- 실버 볼:

2008, 2009
- 올해의 세리 A 팀:

2009